# William Caslon

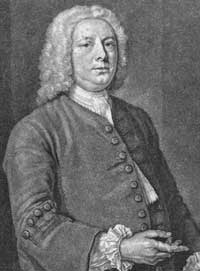
William Caslon I em retrato de John Faber Junior.

William Caslon, também conhecido como William Caslon I (Cradley, Worcestershire, 1692 – 23 de janeiro de 1766) foi um tipógrafo e fundidor inglês. Montou seu negócio em 1716, em Londres, como gravador de armas e fornecedor de punções e ferramentas para encadernadores de livros. Pelo contato com impressores, foi induzido a abrir uma fundidora de tipos, no que foi muito encorajado por William Bowyer. A distinção e legibilidade de seu tipo asseguraram-no patrocínio das principais impressoras da época na Inglaterra e no continente europeu.
As fontes de Caslon foram inspiradas pelos tipos barrocos neerlandeses, até então os mais comuns no país. Seus trabalho influenciaram John Baskerville e são, portanto, progenitores das classificações de fontes como Transicional (que inclui Baskerville, Bulmer e Fairfield) e Moderna (que inclui Bell, Bodoni, Didot e Walbaum).
Seu trabalho tornou-se popular e foi usado para muitos importantes trabalhos impressos, incluindo a primeira versão impressa da Declaração da Independência dos Estados Unidos da América. As fontes de Caslon tornaram-se tão difundidas que surgiu a expressão "quando em dúvida, use Caslon", sobre a escolha de tipos. Seu uso foi reduzido no século após a morte de Caslon, mas foi retomado nos anos 1840. Muitos revivals dos tipos de Caslon são amplamente utilizados atualmente.
A sepultura de William Caslon está preservada no adro da igreja de St Luke Old Street, Londres.

## Caslon Letter-Foundry

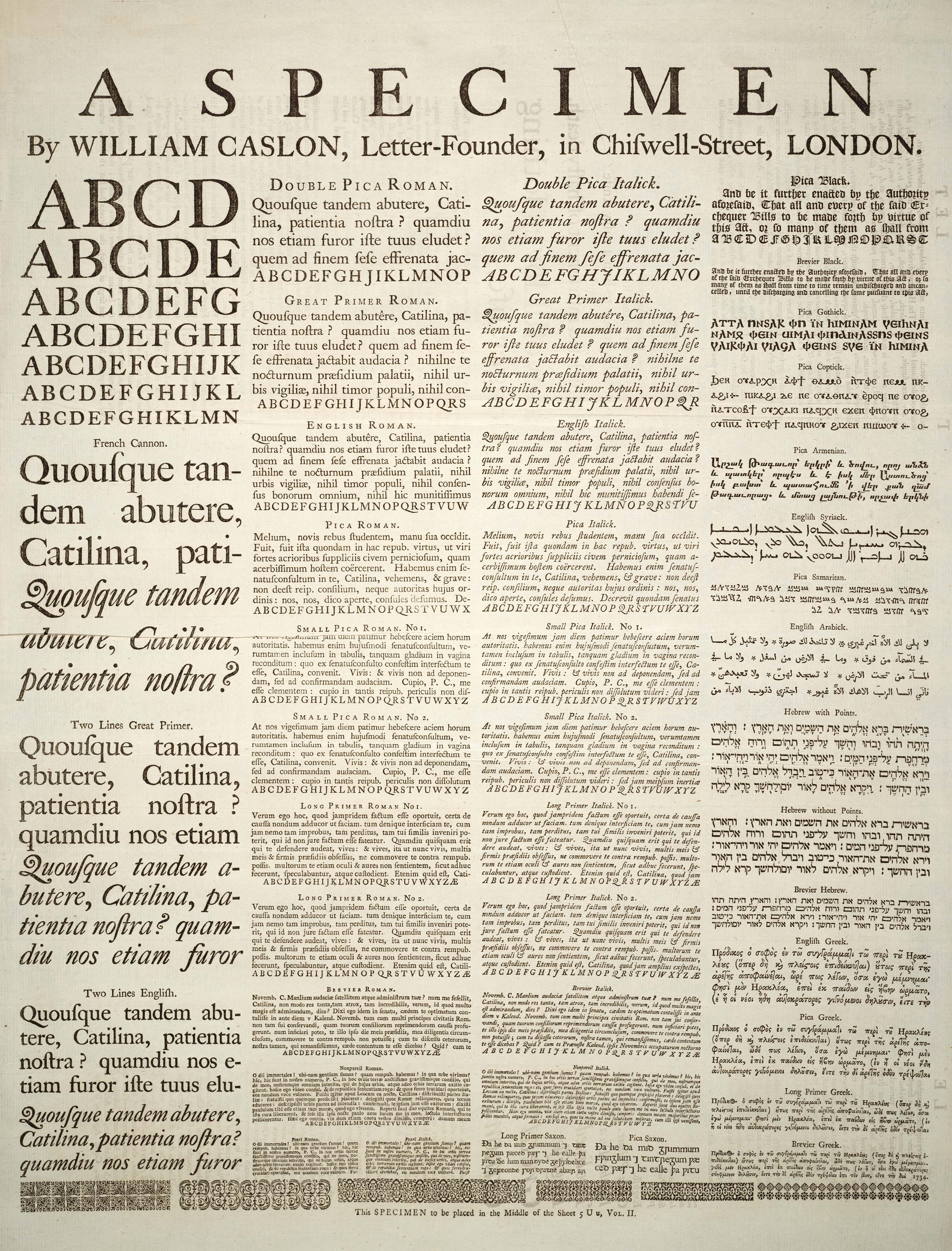
A specimen, mostruário de fontes e línguas por William Caslon I, na Cyclopaedia de 1728.

William Caslon fundou a Caslon Foundry por volta de 1720, empresa que se tornou a fundidora de tipos líder na Inglaterra dos séculos XVIII e início do XIX.
Após a morte de William Caslon I, seu filho William Caslon II assumiu os negócios da Caslon Foundry, que duraram até William Caslon IV vender a Letter-Foundry a Blake, Garnett & Co. Em 1792, William Caslon III vendeu sua parte da empresa à mãe e à cunhada, viúva de seu irmão Henry. No mesmo ano, William Caslon III comprou a fundidora Salisbury Square do recentemente morto Joseph Jackson, e a renomeou para Caslon & Son. Em 1807, a Caslon & Son passou para William Caslon IV. Em 1819, William Caslon IV vendeu a Caslon & Son a uma nova fundidora em Sheffield da Blake, Garnett & Co. Em 1837, a Caslon Foundry virou propriedade da Stephenson, Blake & Co. A família da cunhada de William Caslon III manteve a fundidora Caslon principal até 1937, quando Stephenson Blake adquiriu o que restava da H.W. Caslon & Sons.

### H. W. Caslon e companhia limitada
Em 1998, Justin Howes restabeleceu a oficina tipográfica sob o nome H. W. Caslon & Company Limited (H. W. Caslon e companhia limitada), com uma versão expandida da fonte ITC Founder’s Caslon como produto inicial da companhia. No entanto, com a morte de Justin Howes em 2005, a reavivada H.W. Caslon & Company não mais negociava, e a Founders Caslon expandida não é mais oferecida no varejo.